# Claudia Heredia
Claudia Heredia Simón (Torrevieja, Alicante; 13 de marzo de 1998) es una gimnasta rítmica española que formó parte del conjunto de la selección nacional de gimnasia rítmica de España. Con el mismo logró varias medallas en pruebas de la Copa del Mundo entre otras competiciones, integrando así la generación de gimnastas conocida como el Equipaso.

## Biografía deportiva

### Inicios
Empezó a practicar gimnasia rítmica a los 9 años de edad en la Escuela Municipal de Gimnasia Rítmica de Torrevieja, pasando posteriormente al Club Torrevieja, donde fue dirigida por entrenadoras como la exgimnasta Mari Carmen Moreno. Con el club participaría en diversos Campeonatos de España en modalidad individual y de conjuntos. En 2010 logró la 6ª plaza en categoría infantil en el Campeonato de España Base de Conjuntos en Valladolid. En 2011 fue 7ª en aro en categoría infantil en el Campeonato de España Base Individual de Valladolid y ese mismo año logró la 7ª posición en la general de la categoría júnior en el Campeonato de España de Conjuntos en Zaragoza.

### Etapa en la selección nacional

#### 2012 - 2013: periodo en el conjunto júnior
En verano de 2012 fue convocada para ser parte del conjunto júnior de la selección nacional que participaría en el Europeo del año siguiente. El equipo estaba entrenado por Mónica Ferrández y Yolanda Andrés. En noviembre de 2012 participó junto a sus compañeras del conjunto júnior en una exhibición en el Euskalgym. En abril de 2013 estrenaron su ejercicio en una exhibición en la Copa de la Reina en Zaragoza. El 31 de mayo participó con el equipo en el Campeonato Europeo de Viena, donde quedaron en el puesto 16º en el concurso general tras haber realizado dos rotaciones con 5 aros. El conjunto estaba formado por Claudia, Paula Gómez, Sara González, Miriam Guerra, Carmen Martínez y Victoria Plaza. En junio participó en la categoría de honor del Campeonato de España Individual en Valladolid, donde fue 5ª en la general y en pelota, y 4ª en aro. Desde julio entrenó a las órdenes de Ferrández y Andrés junto a la gimnasta Polina Berezina.

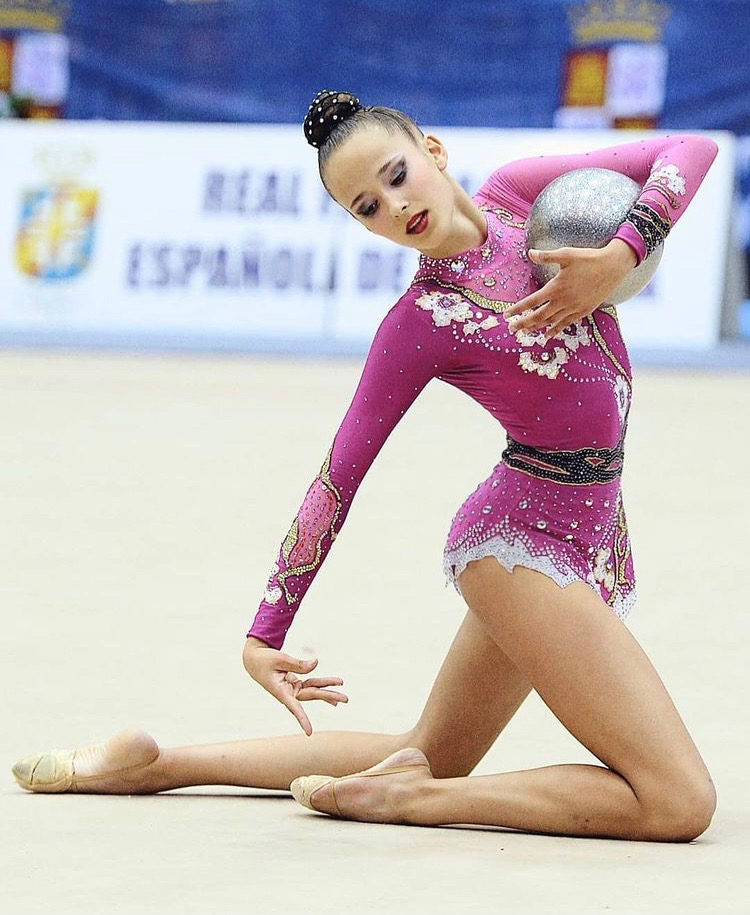
Campeonato de España Individual 2013 Categoría Honor

#### 2013 - 2017: componente del conjunto sénior
El 23 de septiembre de 2013, con 15 años de edad, se incorporó a la concentración permanente del conjunto sénior de la selección nacional de gimnasia rítmica de España, entrenando en el Centro de Alto Rendimiento de Madrid y compaginándolo con sus estudios en el IES Ortega y Gasset. El conjunto estaba entrenado por la seleccionadora nacional Anna Baranova junto a Sara Bayón. Después de que sus compañeras se proclamaran campeonas del mundo ese mismo mes, participó con ellas en una gira donde actuó en varias coreografías de exhibición, como las realizadas en el Arnold Classic Europe en Madrid y la Gala Solidaria a favor del Proyecto Hombre en Burgos, y posó en un calendario del equipo cuyo fin era recaudar dinero para costear las próximas competiciones.

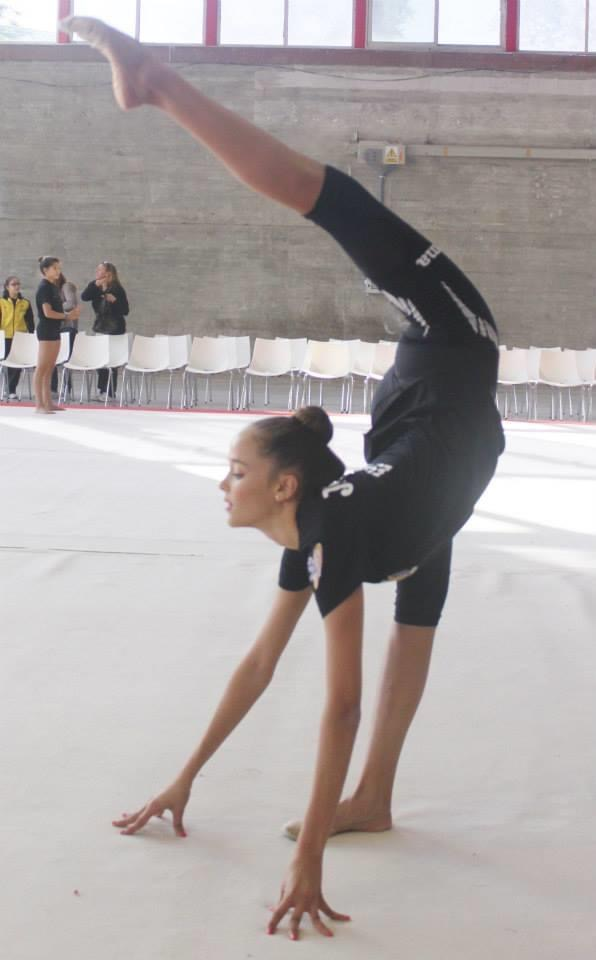
Arnold Classic Europe, Madrid 2013 (Fotografía por: Vane Martínez)

El 29 de marzo de 2014 debutó por primera vez como titular del conjunto sénior en una exhibición en Vera (Almería) en el marco del Campeonato de España de Gimnasia Rítmica para Personas con Discapacidad Intelectual, donde realizó el ejercicio de 10 mazas. En abril participó en sendas exhibiciones con el conjunto suplente en el Día Internacional del Deporte para el Desarrollo y la Paz, organizado en el CSD, y en 10 mazas en la Copa de la Reina en Guadalajara. En junio fue homenajeada en la clausura del curso de la Escuela Municipal de Torrevieja, donde se inició. En septiembre viajó a Esmirna (Turquía) para apoyar a sus compañeras del conjunto, que se proclamaron campeonas del mundo de 10 mazas por segunda vez consecutiva, y en noviembre actuó con Marina Viejo en el acto de entrega de la Real Orden del Mérito Deportivo. El 20 de diciembre de 2014, participó con el resto del conjunto en el homenaje en Palencia a su entrenadora, Sara Bayón, realizando dos exhibiciones. El reconocimiento tuvo lugar en el Pabellón Marta Domínguez.

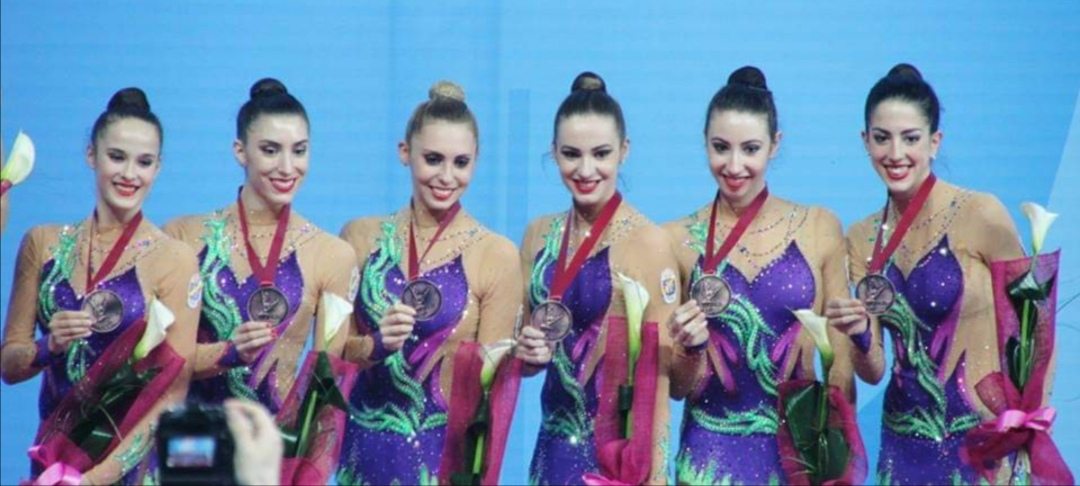
Heredia (primera a la izquierda) junto al conjunto español en el podium de la Copa del Mundo de Pesaro (2015).

En las primeras competiciones de la temporada 2015, Claudia fue titular del conjunto sénior en los dos ejercicios. De esta forma, Claudia y Lidia integraron el conjunto titular junto a Sandra Aguilar, Artemi Gavezou y Alejandra Quereda. A inicios de marzo impartió junto a parte del conjunto una master class en Luarca (Asturias). El 21 de marzo dio inicio la primera competición del año, el Grand Prix de Thiais, que supuso el debut de Claudia en una competición con el conjunto. El equipo español estrenó allí los dos nuevos ejercicios, el de 5 cintas y el de 2 aros y 6 mazas. El primero tenía como música la canción «Europa» de Mónica Naranjo, y el segundo un remix de District 78 del tema «Ameksa (The Shepard)» de Taalbi Brothers. El equipo acabó en el 6º lugar en la general, mientras que consiguieron la medalla de plata en la final de 5 cintas y ocuparon el 8º puesto en la de 2 aros y 6 mazas. Ese mismo mes, el combinado español viajó a Lisboa para disputar la prueba de la Copa del Mundo celebrada en la capital portuguesa. En la misma, lograron la medalla de bronce en la general, el 7º puesto en la final de 5 cintas y nuevamente el bronce en la de 2 aros y 6 mazas. En abril disputaron la Copa del Mundo de Pesaro, obteniendo la medalla de bronce en el concurso general, el 7º puesto en 5 cintas y el 5º en 2 aros y 6 mazas. Claudia actuó únicamente en el mixto de aros y mazas. A comienzos de mayo, el conjunto participó en sendas exhibiciones en el Campeonato de España en Edad Escolar, disputado en Ávila, participando Claudia en los dos ejercicios, y en el Torneo Internacional de Corbeil-Essonnes (Francia), donde actuó en el mixto. En julio, Claudia volvió a impartir una master class organizada por el Club Recta Final en Luarca (Asturias), esta vez en solitario. En septiembre viajó con la delegación española a Stuttgart, donde el equipo logró el bronce mundial en la general y la clasificación a los JJ.OO. de Río. El 17 de noviembre Claudia acudió junto a sus compañeras del conjunto español a los Premios Nacionales del Deporte, donde les fue entregada la Copa Barón de Güell como mejor equipo nacional de 2014, premio del Consejo Superior de Deportes que fue recogido por Alejandra Quereda, capitana del equipo, y por Jesús Carballo Martínez, presidente de la Federación, de manos del rey Felipe VI de España.
Para 2016 el conjunto estrenó dos nuevos ejercicios. El de 5 cintas tenía como música un medley de temas con aires brasileños: «Vidacarnaval» de Carlinhos Brown, «Bahiana/Batucada» de Inner Sense y Richard Sliwa, y «Sambuka» de Artem Uzunov. El de 2 aros y 6 mazas contaba por su parte con los temas flamencos «Cementerio judío», «Soleá» y «La aurora de Nueva York», interpretados por la Compañía Rafael Amargo y Montse Cortés. Rafael Amargo también colaboró con el conjunto en la coreografía del ejercicio. A comienzos de marzo de 2016, Claudia logró con el equipo los 3 oros en juego en el Torneo Internacional de Schmiden (Alemania). En junio participó junto al resto del conjunto en la gala de exhibición de la Copa del Mundo de Guadalajara. En agosto, Heredia viajó a los JJ.OO. de Río para acompañar al equipo nacional, que se haría con la plata olímpica, pero fue suplente al permitirse únicamente 5 gimnastas por conjunto.
En marzo de 2018, Claudia y la también gimnasta internacional Sandra Aguilar debutaron como juez en el Campeonato Clasificatorio Base Individual y Copa Base de Conjuntos en Torrelavega. Para 2020 se tituló como Entrenadora Nacional de Gimnasia Rítmica Nivel III.
Actualmente se encuentra cursando el Grado en Arquitectura como deportista de la Universidad Católica San Antonio de Murcia (UCAM) no ejerciendo actividad física a nivel profesional.

## Música de los ejercicios
| Año                    | Aparatos                                            | Música |
| ---------------------- | --------------------------------------------------- | --- |
| 2012 (Conjunto júnior) | Ejercicio de exhibición (Manos libres) en Euskalgym | Medley de tres temas de la banda sonora de West Side Story compuestos por Leonard Bernstein: «America», «Dance at the Gym» y «Overture».                    |
| 2013 (Conjunto júnior) | 5 aros                                              | Medley de la banda sonora de Mary Poppins, compuesta por los Hermanos Sherman, con temas como «A Spoonful of Sugar» y «Supercalifragilisticexpialidocious». |
| 2013 - 2014            | 10 mazas                                            | «A ciegas» de Miguel Poveda. |
| 2013 - 2014            | Ejercicio de exhibición (Manos libres)              | «Untouched» de The Veronicas. |
| 2014                   | Ejercicio de exhibición (Manos libres)              | «Jar of Hearts» de Christina Perri. |
| 2014                   | 3 pelotas y 2 cintas                                | «Intro» y «Mascara», de Violet. |
| 2015                   | 5 cintas                                            | «Europa» de Mónica Naranjo. |
| 2015                   | 2 aros y 6 mazas                                    | Remix por parte de District 78 del tema «Ameksa (The Shepard)» de Taalbi Brothers.                                                                          |
| 2016                   | 5 cintas                                            | «Vidacarnaval» de Carlinhos Brown, «Bahiana/Batucada» de Inner Sense y Richard Sliwa, y «Sambuka» de Artem Uzunov.                                          |
| 2016                   | 2 aros y 6 mazas                                    | Los temas flamencos «Cementerio judío», «Soleá» y «La aurora de Nueva York», interpretados por la Compañía Rafael Amargo y Montse Cortés.                   |

## Palmarés deportivo

### Selección española
| 2013 - Campeonato de Europa de Viena 16º puesto en concurso general 2015 - Grand Prix de Thiais 6º puesto en concurso general Plata en 5 cintas 8º puesto en 2 aros y 6 mazas - Prueba de la Copa del Mundo en Lisboa Bronce en concurso general 7º puesto en 5 cintas Bronce en 2 aros y 6 mazas - Prueba de la Copa del Mundo en Pesaro Bronce en concurso general 7º puesto en 5 cintas 5º puesto en 2 aros y 6 mazas 2016 - Torneo Internacional de Schmiden Oro en concurso general Oro en 5 cintas Oro en 2 aros y 6 mazas |

## Premios, reconocimientos y distinciones
- Nominada como Mejor Deportista Promesa Femenina de 2012 en la XIX Gala del Deporte de Torrevieja (2012)[26]
- Nominada como Mejor Deportista Absoluto de 2013 en la XX Gala del Deporte de Torrevieja (2013)[27]
- Trofeo por la consecución de la medalla de bronce en Stuttgart, otorgado por el Ayuntamiento de Guadalajara en el V Trofeo Maite Nadal (2015)[28]
- Mejor Equipo en los Premios Mujer, Deporte y Empresa, entregados en el I Congreso Ibérico Mujer, Deporte y Empresa (2015)[29]
- Premio Internacional por la consecución de la medalla de bronce en Stuttgart en la XXIII Noche del Deporte de Mollet del Vallès (2016)[30]
- Distinción (junto al resto del conjunto) en la Gala del Deporte de Ceuta (2016)[31][32]
- Mención especial en la XXIII Gala del Deporte de Torrevieja (2016)[33]
- Finalista a Mejor Deportista Promesa («Premio Antonio Cutillas») de 2015 en los Premios Deportivos Provinciales de la Diputación de Alicante (2016)[34][35]

## Filmografía

### Películas
| Películas | Películas                       | Películas  | Películas                                        | Películas     |
| Año       | Título                          | Personaje  | Notas                                            | Director      |
| --------- | ------------------------------- | ---------- | ------------------------------------------------ | ------------- |
| 2016      | La satisfacción es para siempre | Ella misma | Cortometraje documental promocional de Freixenet | Jorge Palomar |

### Publicidad
- Spots de Navidad para Dvillena, entonces patrocinador de la RFEG (2013 y 2015).[36]
- Vídeo promocional de la RFEG titulado «A ritmo de Río», dirigido por Carlos Agulló (2016).[37]